# Melville Cooper

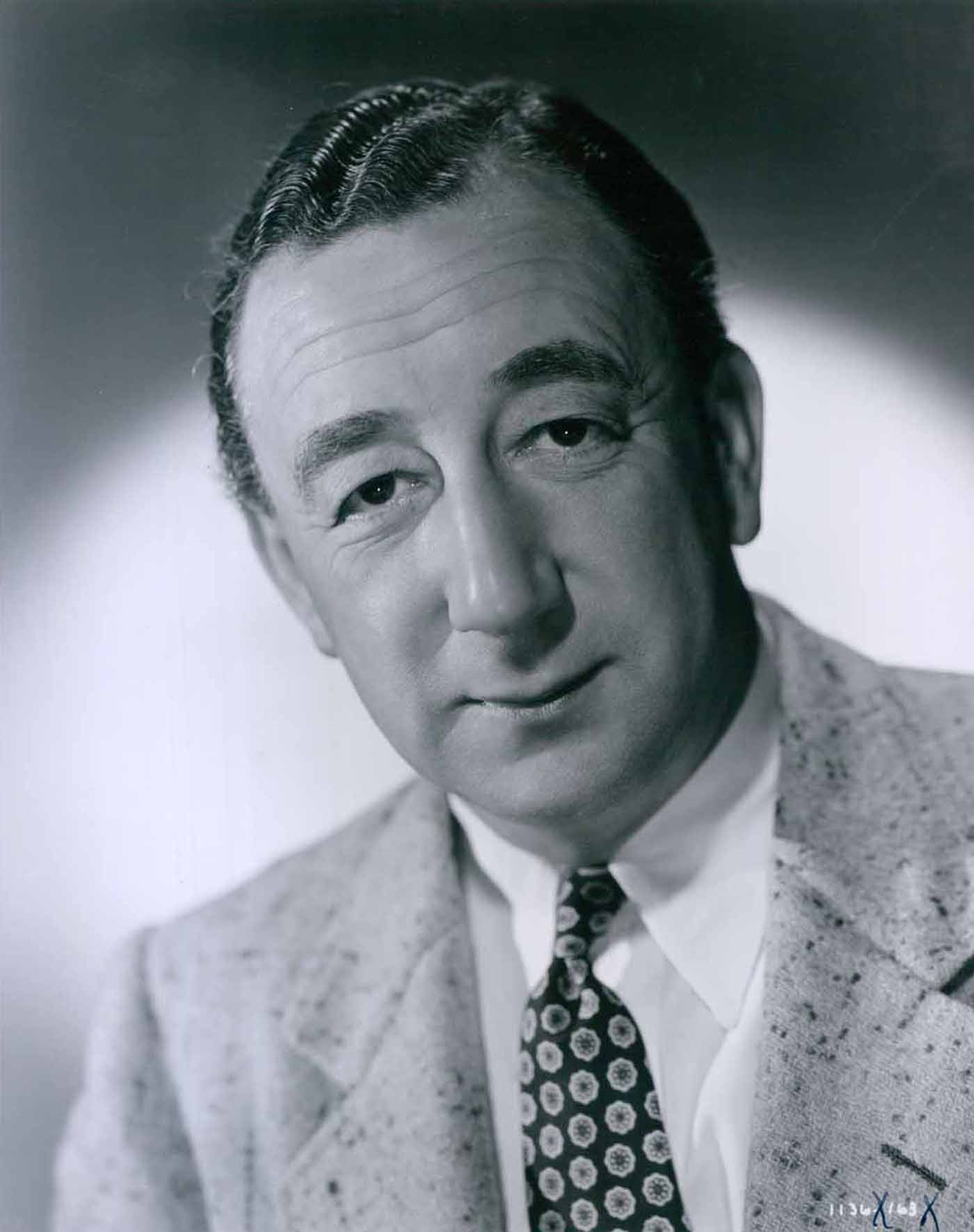
Melville Cooper 1940.

Melville Cooper, född 15 oktober 1896 i Birmingham, England, död 13 mars 1973 i Woodland Hills, Los Angeles, Kalifornien, var en brittisk skådespelare. 

## Karriär
Cooper gjorde professionell scendebut vid 18 års ålder och medverkade sedan i flera teateruppsättningar i England. 1934 flyttade han till USA och medverkade sedan i en lång rad Hollywoodfilmer. Mot slutet av sin karriär gjorde han även många scenroller på Broadway.
Han avled i cancer 1973, hans dödsdatum varierar beroende på källa.

## Filmografi i urval
- 1934 – Röda nejlikan
- 1936 – I moralens namn
- 1937 – Äventyr i societen
- 1937 – En natt på värdshuset
- 1938 – Robin Hoods äventyr
- 1938 – En fästmö för mycket
- 1938 – Kjol- och rackartyg
- 1940 – En herre för mycket
- 1940 – Rebecca
- 1941 – Kvinnan Eva
- 1941 – Det kan ingen doktor hjälpa
- 1942 – Livet börjar kl. 8.30
- 1942 – Över allt förnuft
- 1942 – Slumpens skördar
- 1946 – Sånt händer i Paris
- 1948 – Vad mannen begär
- 1949 – Sardinmysteriet
- 1950 – Brudens fader
- 1954 – Sånt händer med flickor
- 1955 – Slottet i skuggan
- 1956 – Jorden runt på 80 dagar